# Росваль фон Халльвюль, Эллен
Эллен Фредрика Вильгельмина Росваль фон Халльвюль (швед. Ellen Fredrika Wilhelmina Roosval von Hallwyl; 29 июля 1867, Сёдерманланд — 9 апреля 1952, Стокгольм) — шведская художница и скульптор.

## Биография и творчество
Эллен Росваль фон Халльвюль родилась в 1867 году в семье графа Вальтера фон Халльвюля и его жены Вильгельмины Кемпе. В двадцатилетнем возрасте она вышла замуж за лейтенанта Хенрика де Маре, который в 1897 году был назначен военным атташе в Берлине. Там Эллен начала учиться живописи у Хедвиг Вайс, члена Союза берлинских художниц (Verein der Berliner Künstlerinnen). В 1904 году супруги вернулись в Швецию. В следующем году Эллен начала бракоразводный процесс, чтобы выйти замуж за молодого искусствоведа Джонни Росваля, который был учителем её сына Рольфа (будущего основателя «Шведских балетов») в Берлине. Этот поступок вызвал скандал в обществе, и Эллен снова уехала в Берлин. В 1907 году она вышла замуж за Росваля, хотя её родители смирились с этим браком лишь через одиннадцать лет, когда Росваль стал преподавателем и готовился стать профессором.

Эллен Росваль рядом с надгробным крестом Эббы фон Экерманн

Эллен продолжала заниматься живописью, создавая символистские картины в тёмных тонах. Однако с 1910-х годов она стала предпочитать живописи скульптуру и брала уроки у шведского скульптора Карла Миллеса. Кроме того, в 1912—1913 годах она училась в Париже работе с камнем у Гастона Туссена, ученика Бурделя. Одной из её первых работ стал четырёхметровый гранитный надгробный крест для её племянницы Эббы фон Экерманн.
У Эллен и Джонни Росваль была вилла на острове Готланд, где они проводили летние месяцы. Эта вилла, названная «Мурамарис», стала главным произведением Эллен, созданным ею по собственному замыслу и богато украшенным разнообразными скульптурами. В центре здания располагался камин, сделанный в виде фасада египетского храма с монументальными фигурами. Впоследствии здание виллы было признано историческим памятником.
Когда Эллен в 1920-х годах возобновила общение с родными, её мать поручила ей оформление особняка Халльвюлей, для которого Эллен создала ряд бронзовых статуй. В 1923 году состоялась её первая и единственная сольная выставка в Стокгольме. В 1930-х годах Эллен Росваль начала страдать от ревматизма, и врачи запретили ей заниматься скульптурой. После этого она обратилась к музыке: Эллен умела играть на фортепиано и брала уроки композиции у немецкого композитора Фридриха Мелера.
Эллен Росваль фон Халльвюль умерла в 1952 году в Стокгольме и была похоронена на Готланде, под надгробием, которое создала сама.